# Аббот, Роберт
Роберт А́ббот (около 1560 — 2 марта 1617) — епископ Солсбери с 1615, старший брат Джорджа Аббота.
Роберт Аббот был профессором в Оксфорде и приобрёл своей книгой «Antichristi demonstratio» (Лондон, 1603) особую благосклонность короля Якова I.
Подобно Джорджу Абботу, много содействовал распространению протестантства и защищал в сочинении «De suprema, potestate regia» (Лондон, 1616) королевские прерогативы в англиканской церкви против католических теологов того времени Роберта Беллармина и Франциско Суареза.
Умер 2 марта 1617 года.